# Fals pebrer
El fals pebrer o pebrer bord (Schinus molle) és un arbre perennifoli de la família de les Anacardiàcies que sol fer de 5 a 7 metres d'alçada.
És originari dels altiplans de Bolívia, el Perú i Xile. És molt apreciat com a arbre ornamental gràcies a la seva forma, semblant a la del salze, i també a l'agradable olor que desprèn. El tronc pot arribar, amb els anys, a un diàmetre de 40 cm. Les fulles, aromàtiques i lanceolades, alternades i pennades, poden arribar fins als 30 cm de llargada.
El fruit, amb una aroma semblant a la del pebre, es pot consumir, però només en petites quantitats, perquè és lleugerament tòxic. Les baies, molt nombroses, li donen una olor molt aromàtica i intensa. No és una espècie exigent pel que fa a la terra: creix en sòls pobres i no necessita fertilitzants. No té problemes de tolerància a la llum directa del sol, com es pot deduir del seu origen geogràfic.